# Warcraft: Последний Страж
«После́дний Страж» (англ. «The Last Guardian») — роман Джеффа Грабба, действие которого происходит во вселенной Warcraft. Считается третьей книгой из серии Warcraft, хотя электронная книга «Кровью и честью» была опубликована раньше. История «Последнего Стража» — о Медиве, Страже Азерота, и о том, как он привёл орков в Азерот.

## Издание в России
Впервые на русском языке была выпущена в 2007 году издательством Азбука. Книга вышла до появления официальной русской локализации игры World of Warcraft, поэтому некоторые имена персонажей, название мест и пр. были переведены весьма спорно (к примеру: Medivh-Медивх, Karazhan-Карахан, Sargeras-Заргерас, Kul Tiras-Кал Тирас, Lordaeron-Лордаэрон). 
В 2018 году издательство АСТ перевыпустило книгу, в рамках серии «Легенды Blizzard» и под названием World of Warcraft: Последний Страж. В переиздании основной перевод остался без изменений, но имена персонажей, название мест и пр. было приведены в соответствии с официальной локализацией World of Warcraft.

## Сюжет
Роман начинается прибытием молодого мага Кадгара («кадгар» на языке дворфов означает «доверие») из Даларана в Каражан, башню великого мага Медива («хранитель тайн» на языке высших эльфов). Кадгар был послан магами совета Кирин-Тора, чтобы стать учеником и помощником Медива. К удивлению Кадгара, Медив его принимает, хотя до этого он отказал многим другим молодым магам. Вскоре он начинает видеть странные вещи в башне. Он даже видит себя в будущем где-то вне Азерота, сражающимся с зеленокожими существами (орками). Смотритель башни рассказывает ему, что Каражан — место, где происходят завихрения времени, попав в которые можно увидеть прошлое или будущее. Одно из заданий Кадгара — привести в порядок библиотеку Медива, в процессе чего молодой маг находит скрижаль с «Поэмой об Эгвинн». Затем он получает видение где Страж Эгвинн борется с демонами Пылающего Легиона, после чего она сталкивается лицом к лицу с самим Саргерасом. Каким-то образом она уничтожает его, на чём и заканчивается видение. Медив объясняет ученику, что давным-давно раса под ночных эльфов оказалась на пути Пылающего Легиона. С трудом они смогли отбить вторжение, но это привело к разрыву единого континента на куски. Выжившие эльфы позже прибыли в человеческие земли и рассказали магам о демонах, что привело к созданию Ордена Тирисфала, состоящего из самых сильных магов Кирин-Тора и Луносвета. На протяжении веков, Орден тайно боролся с попытками Легиона проникнуть в Азерот. Затем многие из них избрали Стража и передали ему большое количество своей силы. Магна (титул Стража) Эгвинн была первой женщиной-Стражем. Когда пришло время избрать следующего, она ослушалась Ордена и завела сына с одним из магов Ордена, дав ему имя Медив. В молодости, Медив не имел магических способностей. Он также был близким другом будущего короля нации Штормград Ллэйна и будущего рыцаря Андуина Лотара. Когда Эгвинн решила передать ему свои силы, Медив не смог это перенести и упал в обморок, в котором он пролежал несколько лет. Очнувшись, он уже был не тем. Всё это Кадгар узнал от самого Медива и от множества видений прошлого в Каражане.
Затем начали появляться слухи о зеленокожих захватчиках. Полетев с Медивом расследовать эти слухи, на Кадгара напала группа орков, которые бы его убили, если бы не своевременное вмешательство Медива. Позже, он обнаружио в замке женщину-полуорка по имени Гарона. Медив объясняет ему, что не все орки желают кровавого конфликта с людьми. Гарона — посол одного из кланов орков, который пытается остановить войну. Хотя изначально Кадгар не доверяет Гароне, в конце концов, между ними зарождается некое подобие дружбы. Затем оба начинают замечать новые странности Медива. Видение открывает обоим что именно он повинен в прибытии орков в Азерот. Также они видят, как Эгвинн вернулась, чтобы остановить сына, но он оказался слишком силён для неё. Бывшая Страж узнаёт, что уничтожив Саргераса она только разрушила его тело. Дух Саргераса вселился в неё, а затем в её сына. Поняв, что Кадгар и Гарона знают правду, Медив начинает их преследовать по башне. Но они успевают попасть на крышу и улететь на грифоне в Штормград. Там Кадгар рассказывает королю Ллэйну и Лотару правду о Медиве. Скрепя сердце, Лотар собирает отряд рыцарей чтобы раз и навсегда покончить со своим старым другом. Вместе с Кадгаром и Гароной, рыцари отправляются в Каражан. Прибыв, они обнаруживают смотрителя и повара (единственных других обитателей башни) мёртвыми. Сам Медив находится глубоко в подземелье Каражана, куда и спускаются герои. Но Страж оставил для них несколько сюрпризов, что задержало Лотара и его рыцарей. Случайно, Кадгар и Гарона вступили в одно из временных завихрений и увидели Штормград будущего. Они увидели, как стольный град нации находится в осаде орков, и как Гарона прокрадывается к Ллэйну и убивает его. Потрясённые увиденным, Кадгар и Гарона не успевают отбить атаку Медива. Кадгар оглушён, а Медив заклинает Гарону чтобы она никогда не знала где она принадлежит и кто её друзья. Затем в комнату врываются рыцари и начинается ожесточённая битва. В конце концов, Кадгар пронзает грудь Медива мечом Лотара, а затем Лотар отрубает ему голову. Из обезглавленного тела вырывается дух Саргераса и исчезает.
Похоронив Медива и забрав его книгу заклинаний, Кадгар собирается уходить. Но затем он замечает странную фигуру на балконе башни. Поняв, что эта фигура — Медив из будущего, он спрашивает его действительно ли случится всё что он видел в завихрениях: убийство Гароной Ллэйна, гибель Кадгара в мире орков, и другие. Медив ничего не отвечает, и Кадгар уходит. Оказывается вся эта история — видение Медива в будущем. Его последний разговор с Кадгаром — результат обоюдного видения из прошлого и будущего. Затем Медив забирает всю магическую силу башни, со слезами вспоминая молодого мага неуверенно стоящего на пороге башни, надеявшегося стать учеником Медива.

## Заключение
Книга относится к категории так называемых сопутствующих товаров, то есть рассчитана, в основном, на фанатов.